# Maillé (Vendée)
Maillé (auch: Maillé-sur-Sèvre) ist eine französische Gemeinde mit 757 Einwohnern (Stand: 1. Januar 2022) im Département Vendée, in der Région Pays de la Loire. Maillé gehört zum Arrondissement Fontenay-le-Comte und zum Kanton Fontenay-le-Comte (bis 2015: Kanton Maillezais). Die Einwohner werden Mailletais genannt.

## Lage
Maillé liegt etwa 25 Kilometer westlich von Niort im Marais Poitevin und dem Venise Verte. Durch die Gemeinde führt der Jeune Autise in den Sèvre Niortaise, der die Gemeinde im Süden begrenzt. Das Gemeindegebiet gehört zum Regionalen Naturpark Marais Poitevin. Umgeben wird Maillé von den Nachbargemeinden Doix lès Fontaines im Norden und Nordwesten, Maillezais im Norden und Nordosten, Damvix im Osten, La Ronde im Süden, Taugon im Südwesten sowie Vix im Westen.

## Bevölkerungsentwicklung
| 1846                      | 1901 | 1921 | 1962 | 1968 | 1975 | 1982 | 1990 | 1999 | 2006 | 2013 |
| 1270                      | 1294 | 992  | 910  | 853  | 779  | 748  | 734  | 689  | 757  | 764  |
| Quelle: Cassini und INSEE |      |      |      |      |      |      |      |      |      |      |

(seit 1962 ohne Zweitwohnsitze)

## Sehenswürdigkeiten
- Kirche Notre-Dame-de-l’Assomption, seit 1927 Monument historique

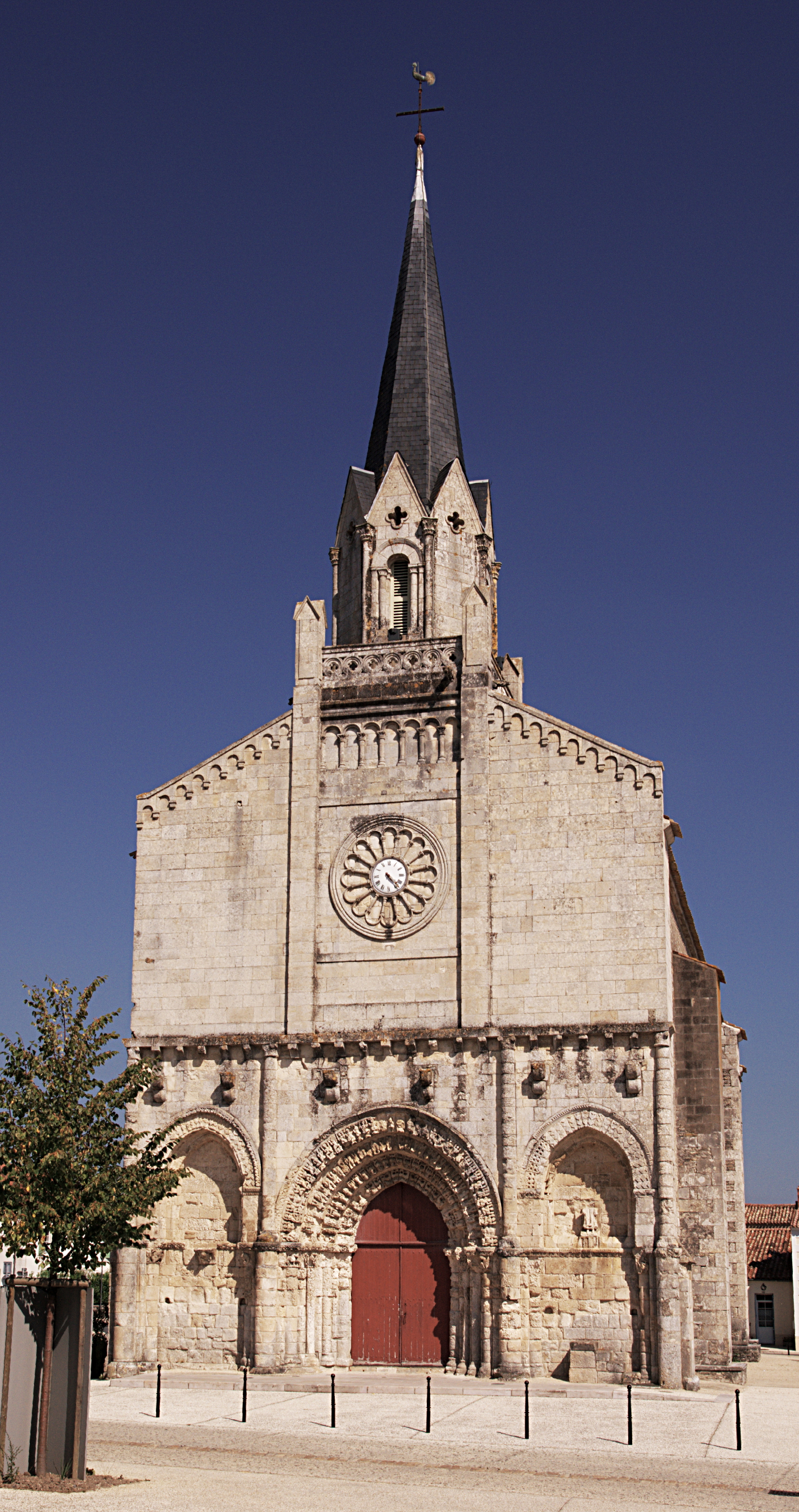
Kirche Notre-Dame-de-l’Assomption

- Aquädukt
- Mühlen von La Pichonnière

## Persönlichkeiten
- Théodore Agrippa d’Aubigné (1552–1630), protestantischer Heerführer
- Jean René Constant Quoy (1790–1869), Chirurg und Zoologe
- François-Xavier Loizeau (* 1939), emeritierter Bischof von Digne (1997–2014)